# سمی یاوهویاروی
سمی یاوهویاروی (انگلیسی: Sami Jauhojärvi؛ زادهٔ ۵ مهٔ ۱۹۸۱) اسکی‌باز صحرانوردی اهل فنلاند است.